# Fit Finlay
David John Finlay Jr. (* 31. ledna 1958 Carrickfergus) je bývalý severoirský profesionální zápasník. V současné době pracuje pod společností pod WWE jako trenér a producent. V ringu vystupoval jako Fit Finlay a později pod přezdívkou Finlay.
Většinu své kariéry strávil ve World Wrestling Entertainment a World Championship Wrestling. V ringu debutoval v roce 1974. Během své kariéry získal dvacet šampionských titulů.
Po konci kariéry byl jako trenér oceňován za svůj přínos pro ženský wrestling a prosazení nových talentů.

## Osobní život
Jeho dědeček byl rovněž profesionální zápasník a jeho sestra naopak wrestlingová rozhodčí. Jeho strýc Albert byl dlouhodobým brankářem klubu Glentoran FC.
Dříve byl ženatý se svou bývalou manažerkou Paulou. Momentálně je ženatý s Melanií Duffinovou. Má tři děti. Všichni se věnují wrestlingu.

## Úspěchy a ocenění
- All Star Wrestling
  - British Heavyweight Championship (1x)
- Catch Wrestling Association
  - CWA British Commonwealth Championship (1x)
  - CWA Intercontinental Heavyweight Championship (1x)
  - CWA World Middleweight Championship (4x)
  - CWA World Tag Team Championship (1x) – s Martym Jonesem
- Fighting Spirit Magazine
  - LL Cool J Award (2006)
- Joint Promotions
  - World Mid-Heavyweight Championship (4x)
  - British Heavy Middleweight Championship (6x)
  - British Light Heavyweight Championship (2x)
  - World of Sport Top Tag Team Tournament 1982
- Pro Wrestling Illustrated
  - Ranked No. 33 of the top 500 singles wrestlers in the PWI 500 in 2007
  - Ranked No. 278 of the top 500 singles wrestlers of the "PWI Years" in 2003
- Smash
  - Smash Championship (1x)
- World Championship Wrestling
  - WCW World Television Championship (1x)
  - Hardcore Junkyard Invitational Tournament (1999)
- World Wrestling Entertainment
  - WWE United States Championship (1x)
  - Bragging Rights Trophy (2009)